# Alex Thomas

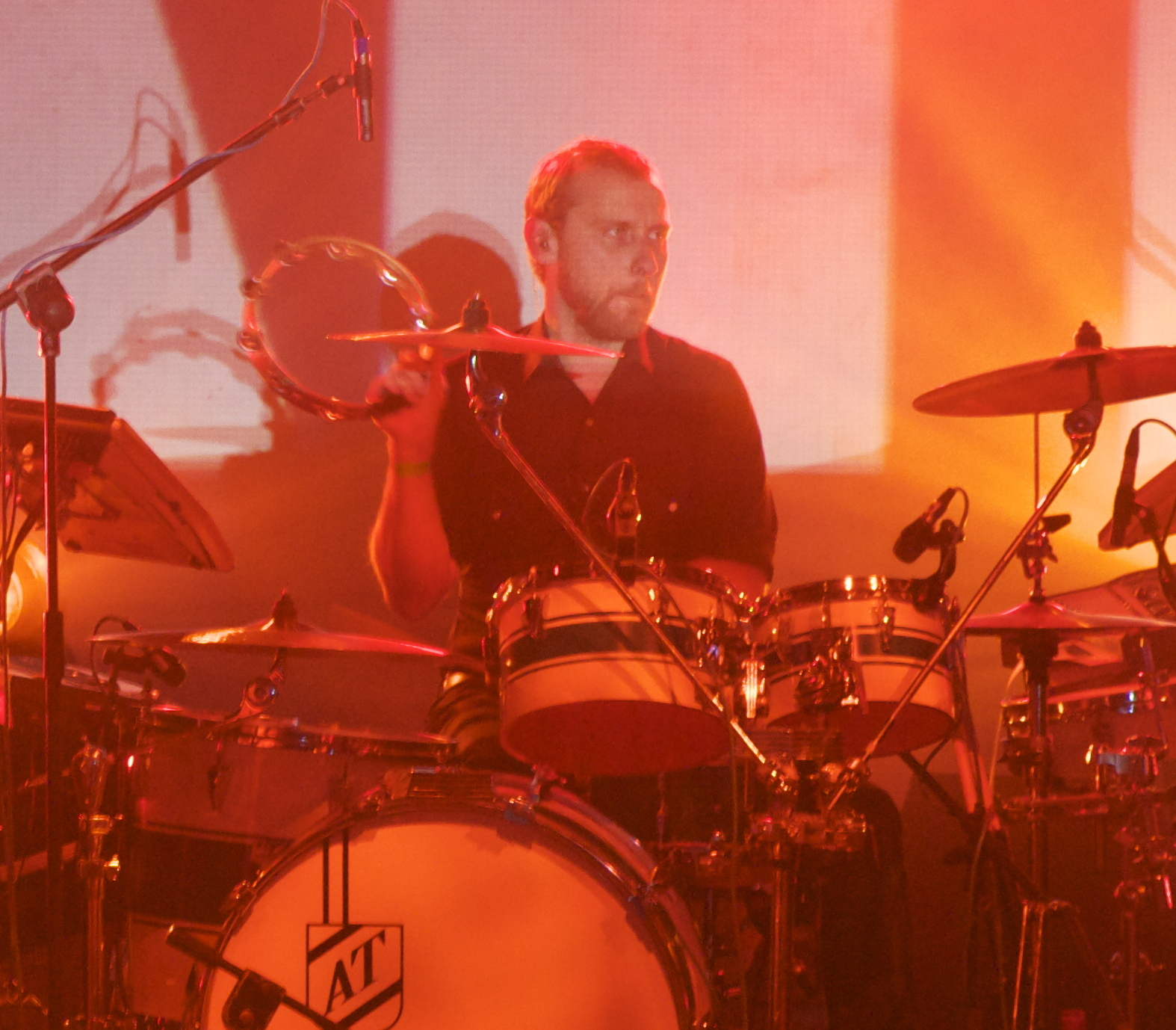
Alex Thomas, 2010

Alex Thomas is een Britse drummer uit de omgeving van Birmingham. Hij is ook bekend als Earl Shilton. Thomas speelde drums voor Bolt Thrower sinds 21 augustus 1997. Toen was hij 19 jaar.  Nadat Andy Whale vertrok was hij de eerste keus maar vanwege zijn leeftijd, 16, was dat niet mogelijk. Hij heeft meegedaan aan de opnames van Mercenary en de tournee Into The Killing Zone.
Hij heeft Bolt Thrower verlaten in 2000 vanwege gebrek aan interesse.
Onder de naam Earl Shinton heeft hij een album uitgebracht genaamd Two Rooms full of Insects.  Hij heeft ook gedrumd in Groop Dogdrill.
- MusicBrainz: dc8e3192-f3a8-48c2-b080-ddb41f0e66f4
- Virtual International Authority File: 1769154260377524480006